# Museo San Domenico (Imola)
Il Museo San Domenico, ha sede nell'ex convento domenicano di Imola, nella città metropolitana di Bologna, uno degli edifici più importanti del centro storico della cittadina romagnola.
Il museo è accreditato al sistema museale nazionale e fa parte della rete museale civica di Imola Musei, insieme a Palazzo Tozzoni e alle Collezioni d'armi e di ceramiche della Rocca sforzesca di Imola.

## Storia

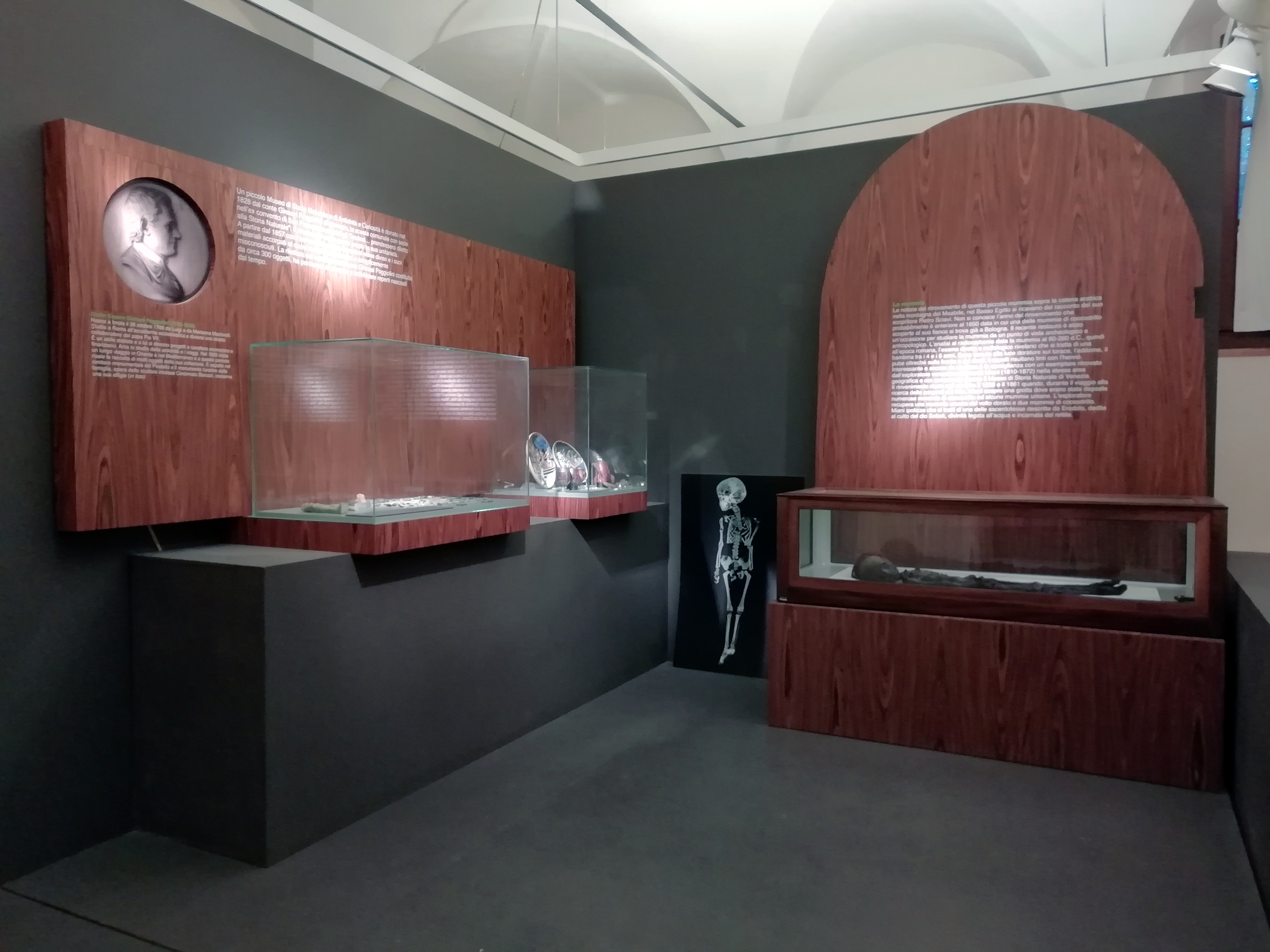
Reperti dell'ex Museo di storia naturale e di antichità e curiosità, donato nel 1828 da Giulio Cesare Ginnasi Poggiolini (1766-1832) al ginnasio imolese. La raccolta originaria includeva circa 300 oggetti; venne smembrata e ricollocata in più sedi dopo il 1857.

Il complesso conventuale fu sede dei domenicani fino al 1797 quando venne trasformato in una caserma per l’armata napoleonica. Negli anni '70 venne avviata la ricostruzione con l'intenzione di ospitarvi i musei civici. L'apertura della pinacoteca avvenne nel 1988 a cui, nel 2005, si affiancò la sezione naturalistica e archeologica del Museo Scarabelli. Nel 2011 il museo è stato ulteriormente ampliato grazie ad un progetto finanziato da: Comune, Regione, la Provincia, la Fondazione Cassa di risparmio di Imola, le aziende Sacmi e 3elle.
Nel 2021 è stato avviato un progetto di recupero archeologico del sito sul quale il convento era sorto, portando alla luce una domus romana, indicata come Domus del Rasoio, grazie al ritrovamento di un prezioso reperto: un rasoio in bronzo con l'impugnatura a testa di pantera. Il recupero consente anche di rendere fruibile il primo chiostro del convento restituendo alle 32 colonne corinzie la loro funzione portante. L'intervento è costato 1,5 milioni di euro, di cui 600.000 provenienti dai Fondi europei Por Fesr per la qualificazione dei beni culturali.

## Descrizione

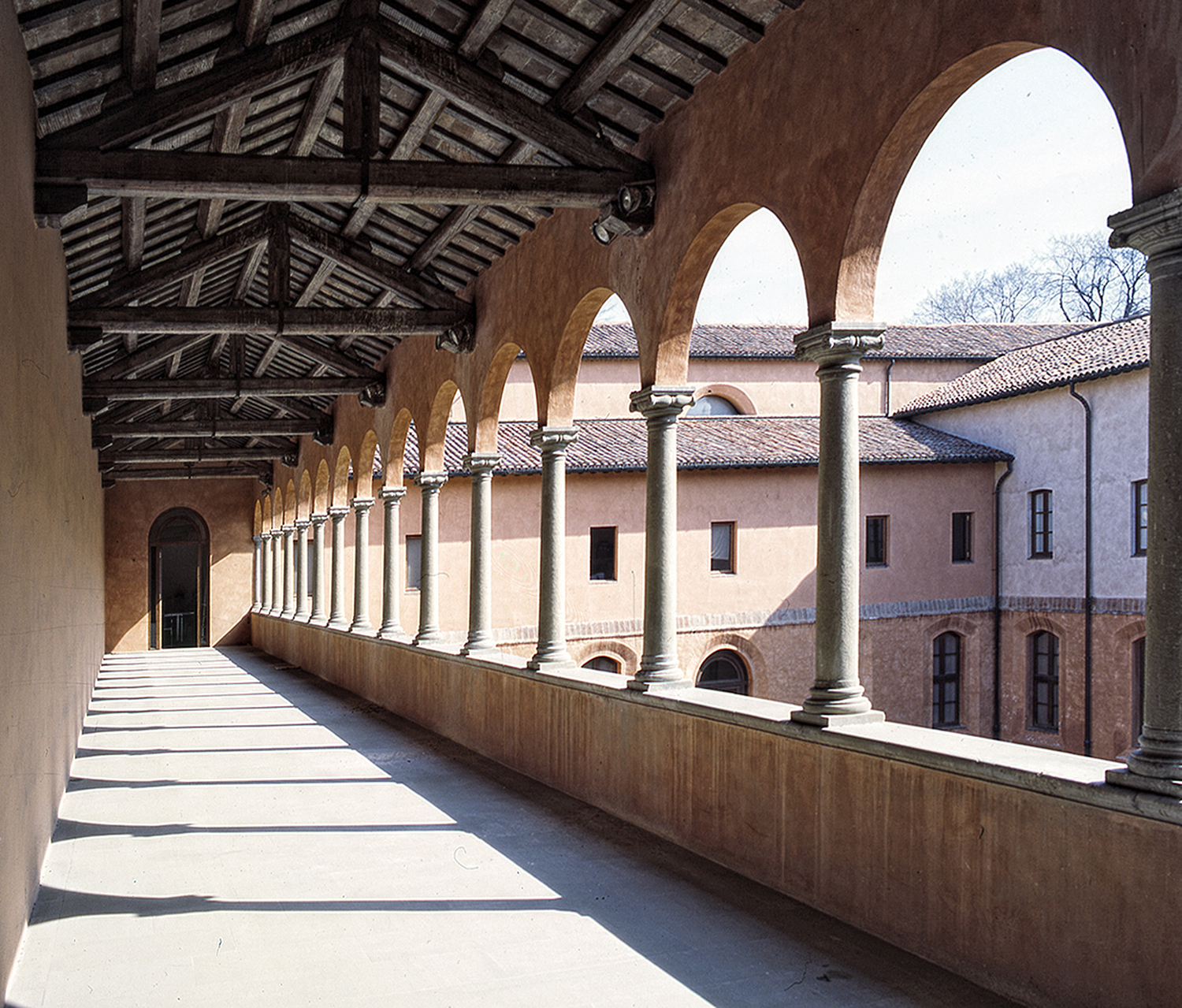
Il loggiato

## Le collezioni
All'interno del museo sono presenti le Collezioni d'Arte della Città, il museo naturalistico Giuseppe Scarabelli ed è in corso di allestimento il nuovo Museo archeologico della Domus del Rasoio.

### Collezioni d'arte della città
Le Collezioni d'Arte sono ospitate nel grande dormitorio dell'ex convento, nel corridoio attorno ad uno dei chiostri e nelle sale dell’antica biblioteca conventuale. Il percorso è suddiviso in sette sezioni che scandiscono secondo la linea del tempo, la storia della cultura figurativa romagnola e imolese in particolare. Si parte con gli affreschi due e trecenteschi che provengono dai muri della città e con le ceramiche che vengono dagli scavi archeologici effettuati a a partire dagli anni Trenta del secolo scorso,  fino ad approdare alle ultime sale, dove viene lasciato spazio all'arte contemporanea. L’ultima sala del percorso è dedicata all’attualità , dove vengono presentate le ultime novità, con le più recenti donazioni e acquisizioni. Dal 2023, il percorso è arricchito dalla donazione di sei opere in ceramica realizzate dallo studio di Bertozzi & Casoni, ceramisti imolesi di importanza internazionale.

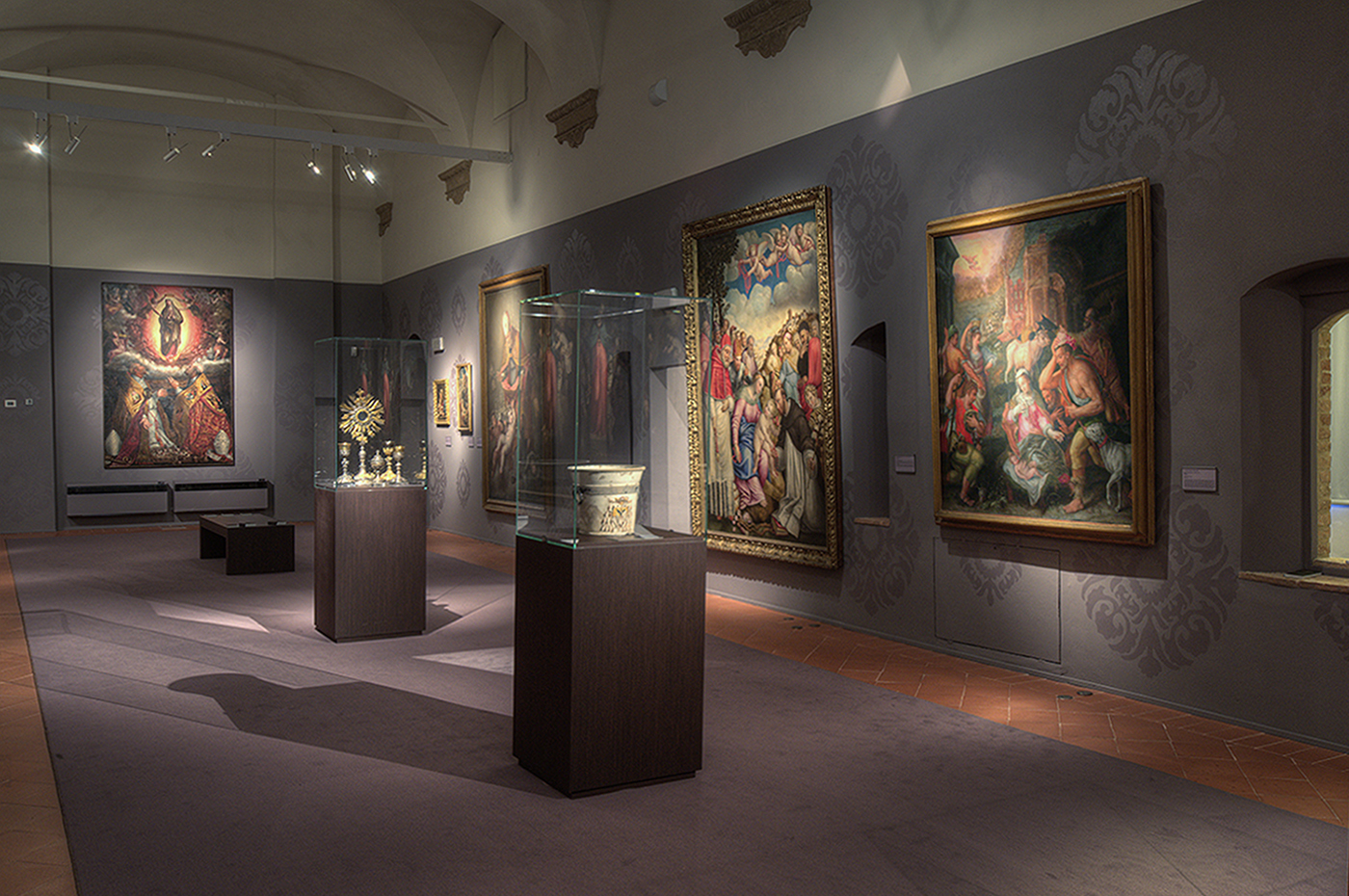
La sezione 2, "Da chiese e altari. Dipinti e arredi sacri" delle Collezioni d'arte della città
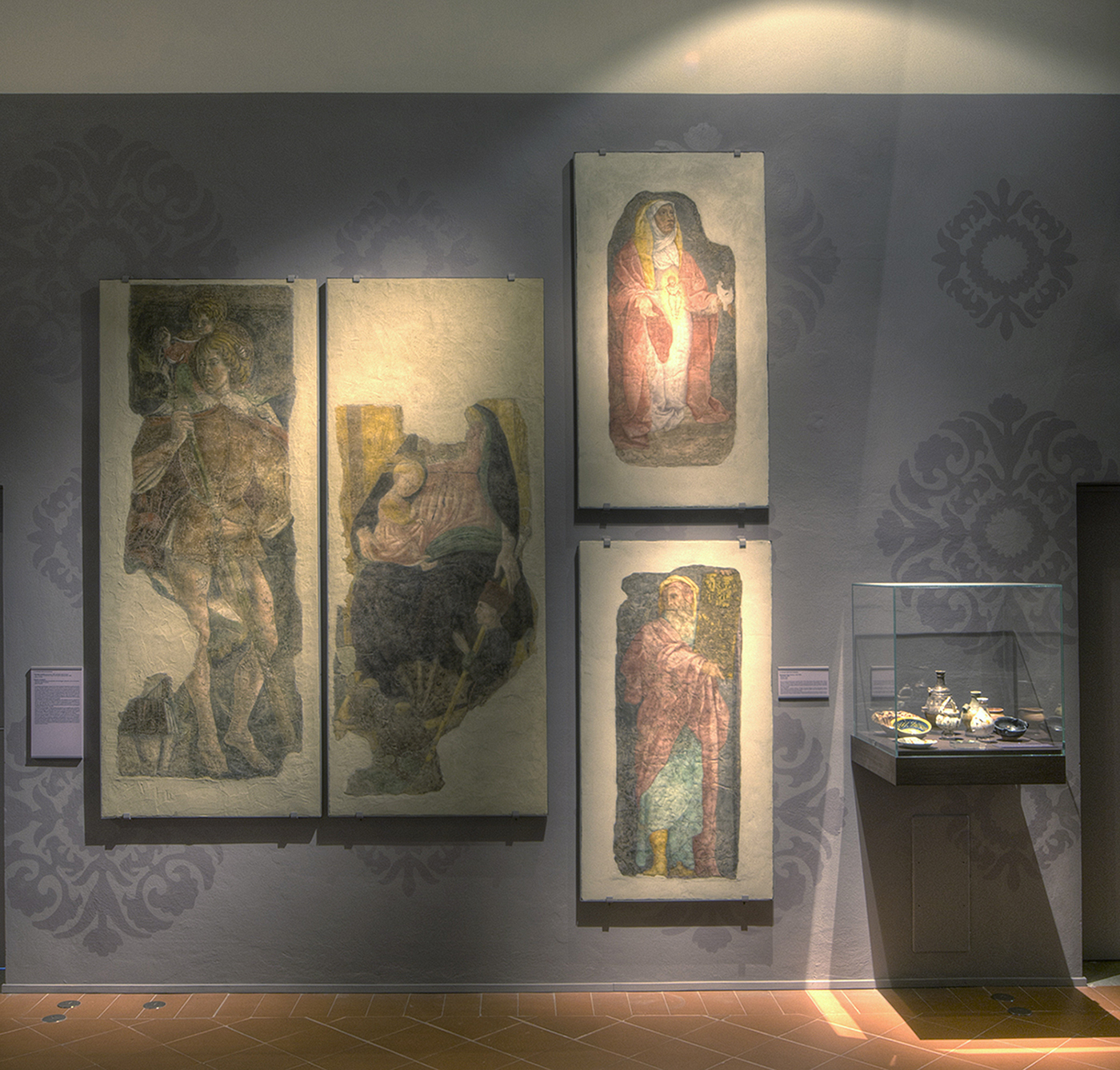
La sezione 1, "Dai muri e dalla terra. Affreschi, stemmi, decorazioni e ceramiche della città"
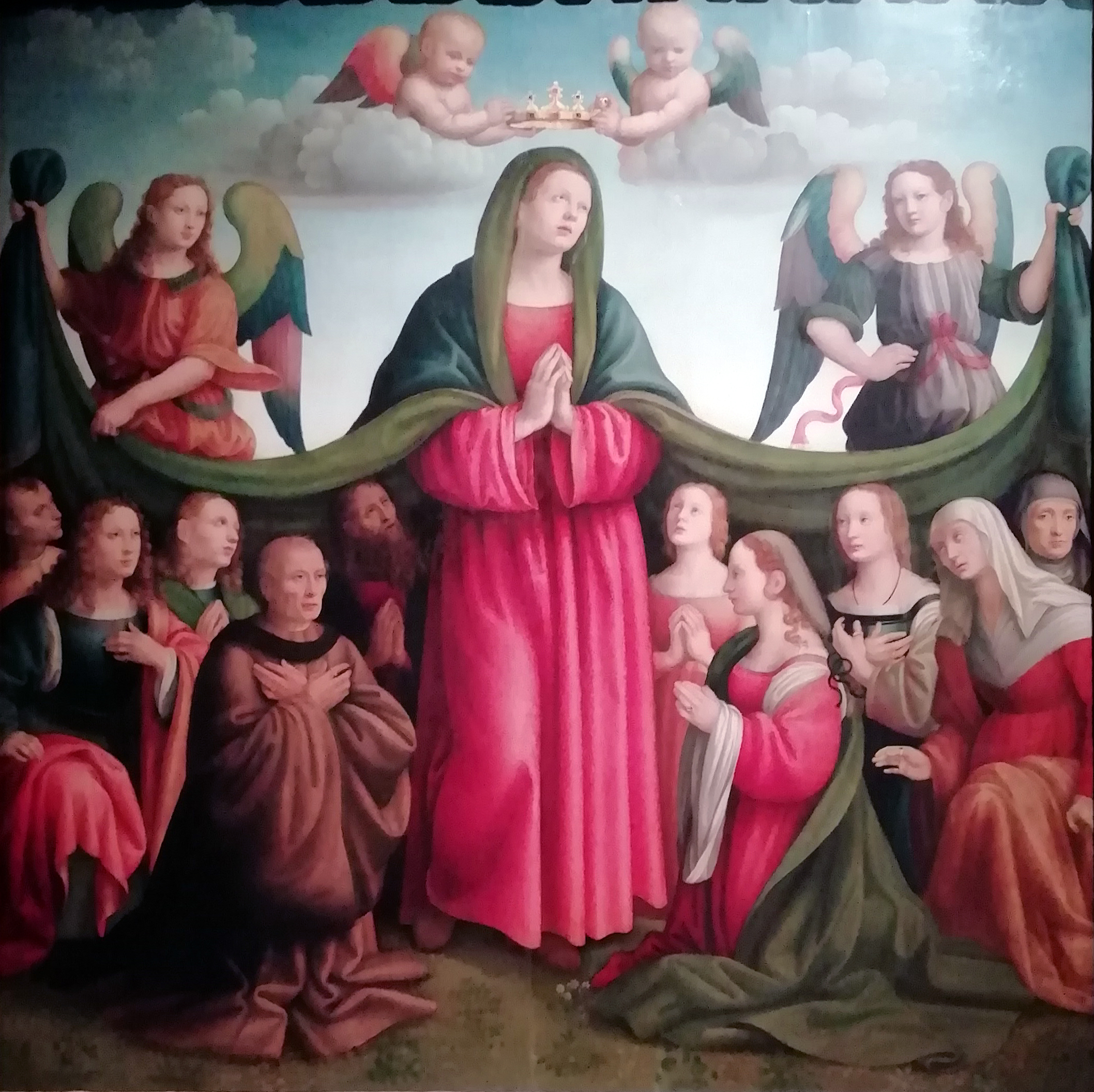
Raffaello Botticini, Madonna della Misericordia e donatori
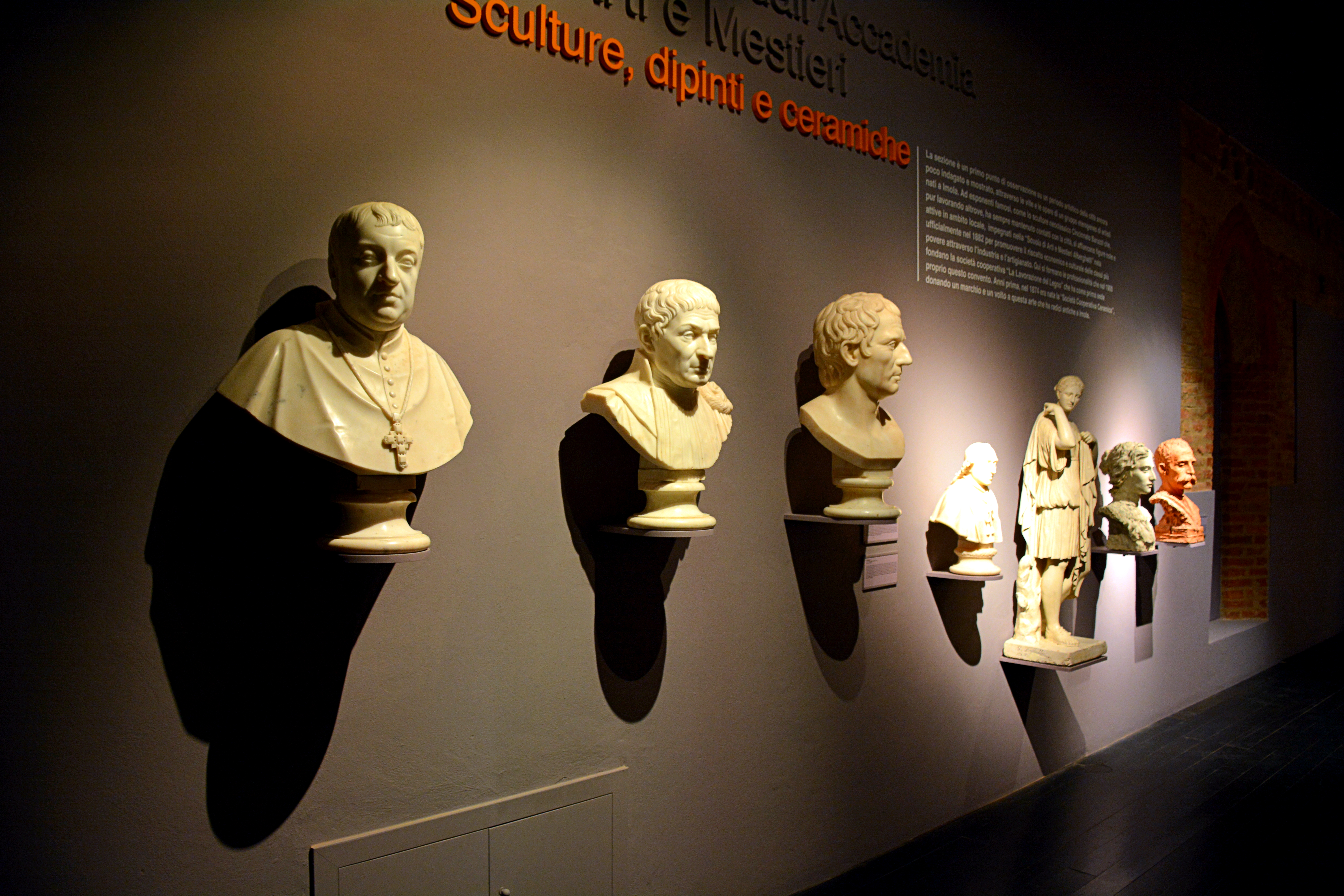
La sezione 5, "L'Ottocento. Dall'Accademia alle Arti e Mestieri"
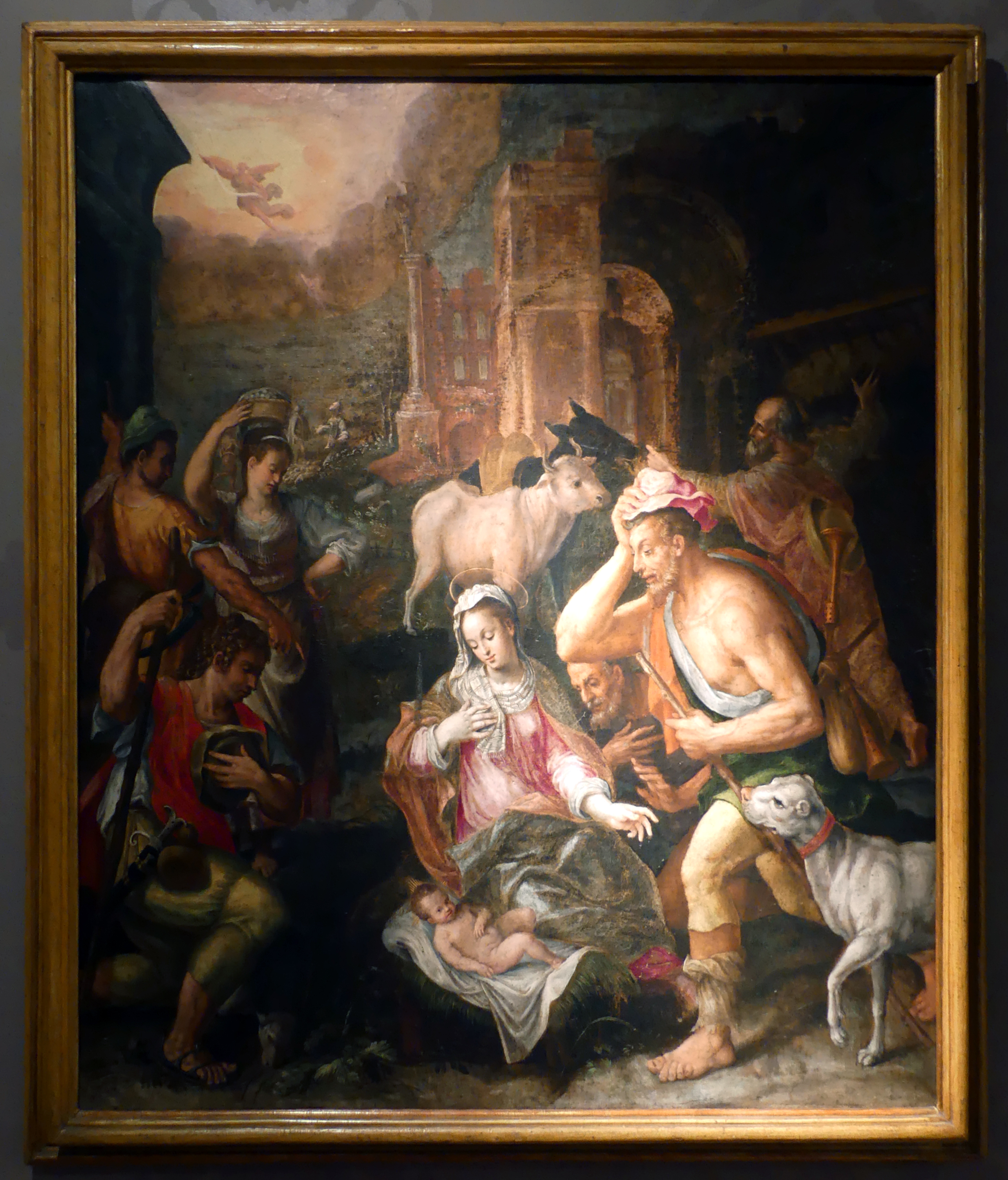
Lavinia Fontana, Adorazione dei Pastori

### Museo Giuseppe Scarabelli
Il museo Scarabelli, fondato come Gabinetto di Storia Naturale, nel 1857 da Giuseppe Scarabelli, Odoardo Pirazzoli, Giuseppe Liverani e Giacomo Tassinari, nei locali dell' ex convento di San Francesco, è stato di fatto il primo museo pubblico della città. Scarabelli, Pirazzoli, Liverani e Tassinari, donarono le proprie collezioni al Comune con l’intento di preservarle dalla dispersione e renderle di pubblica utilità. Si trova presso questa sede dal 2013  e ospita reperti di archeologia preistorica (fossili, rocce e minerali), etnografici e naturalistici dell'area imolese.

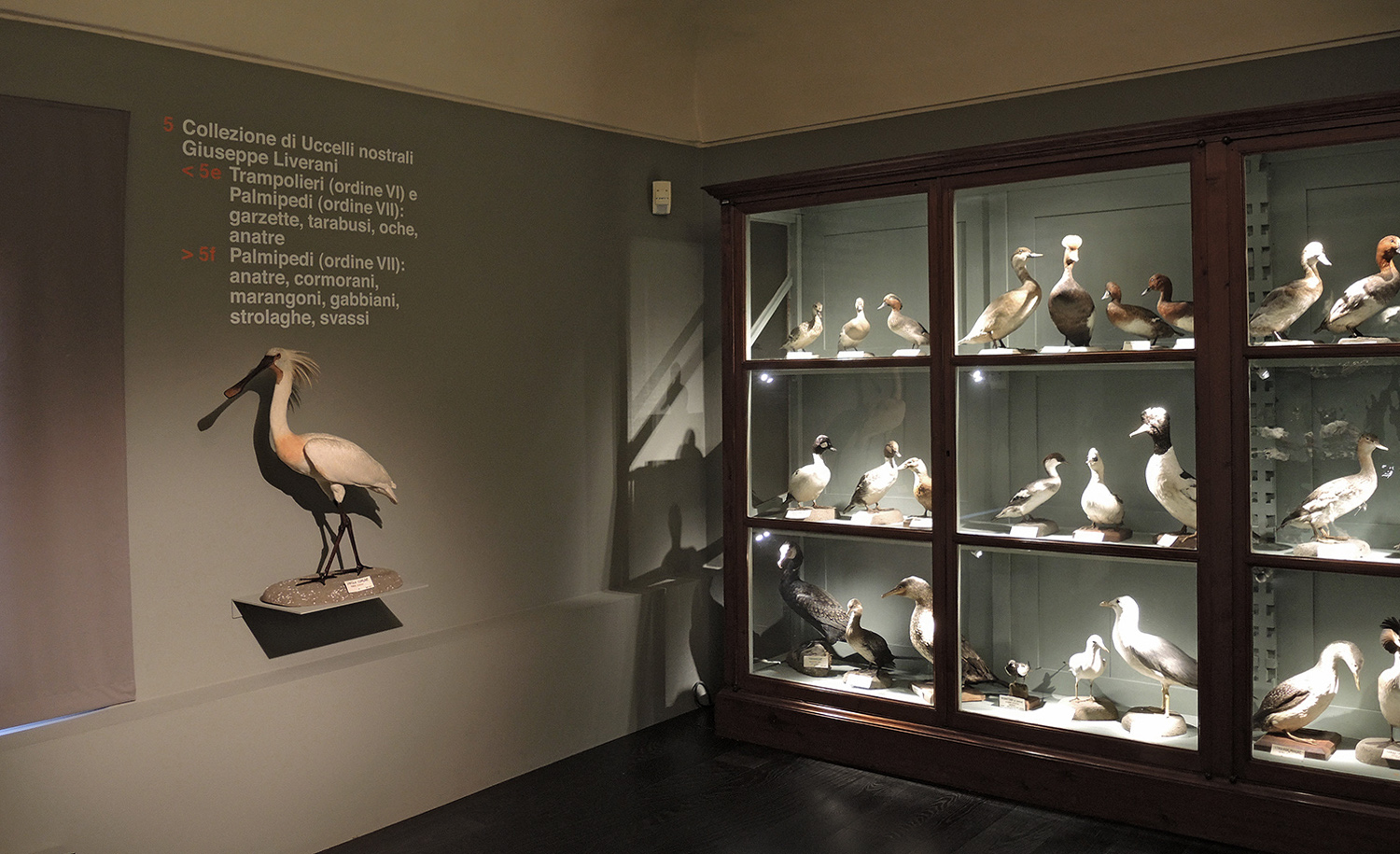
Sezione di ornitologia del Museo Giuseppe Scarabelli.
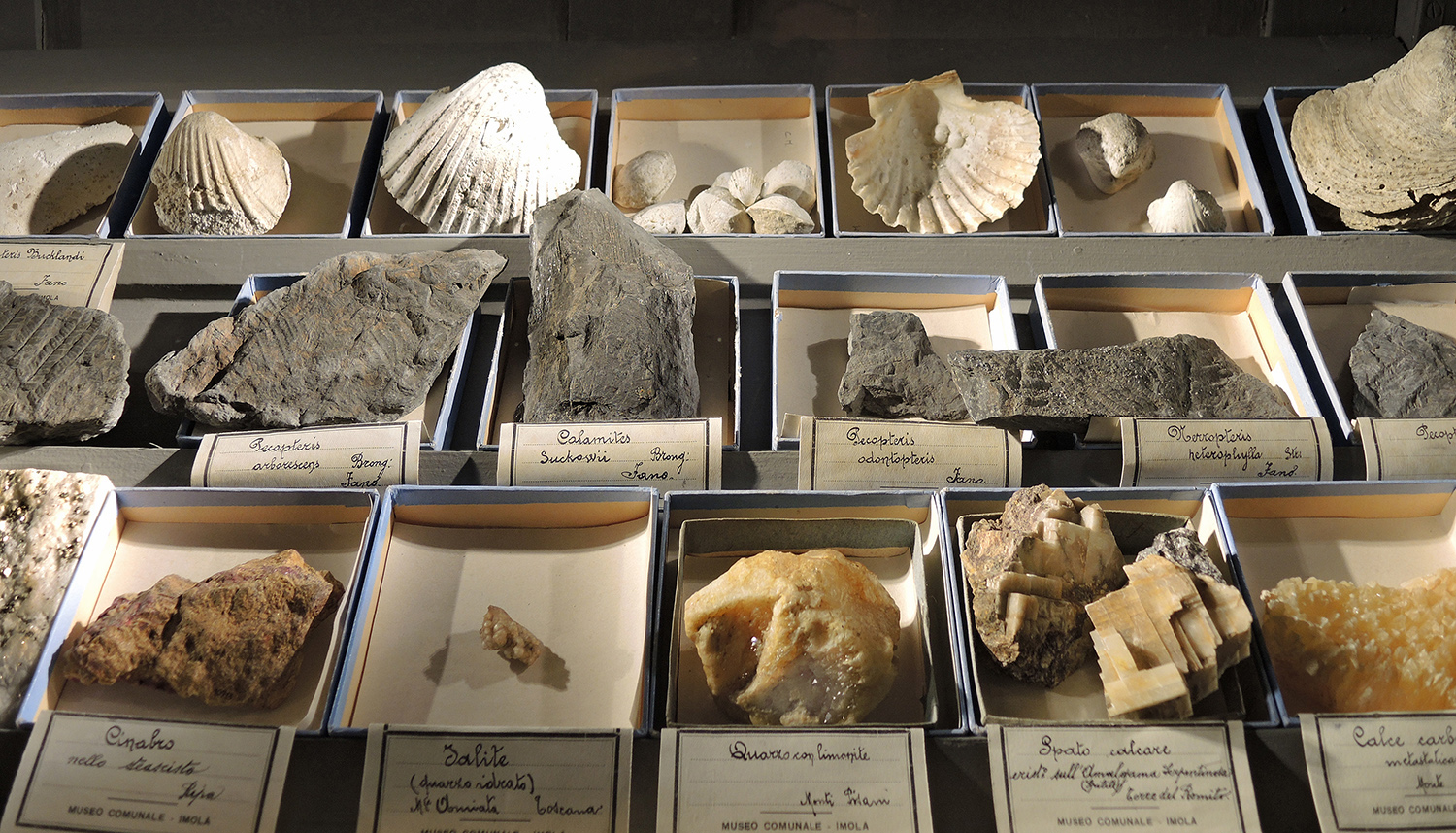
Sezione di geologia.
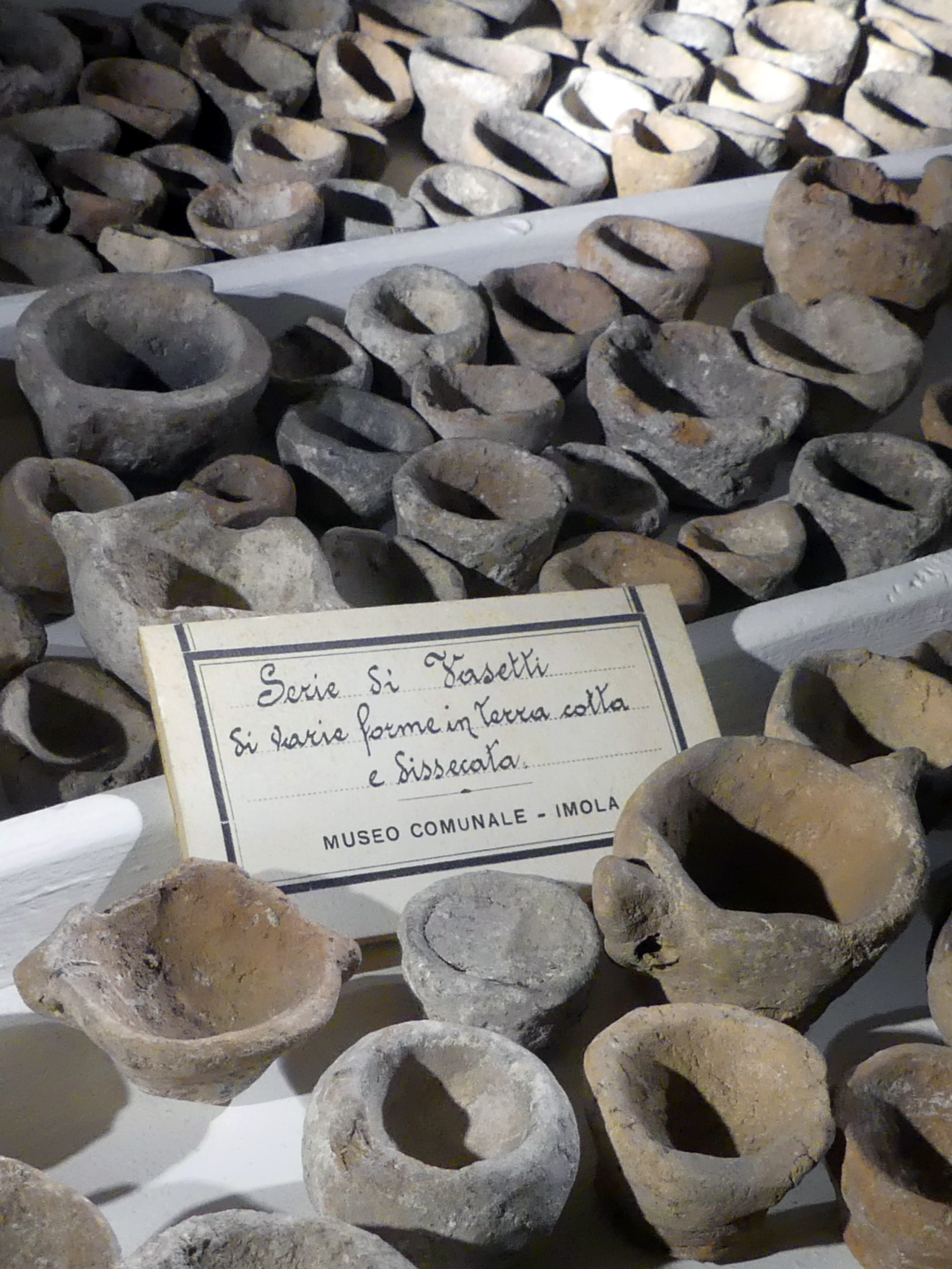
Vasetti per offerte votive, dagli scavi della Grotta di Re Tiberio
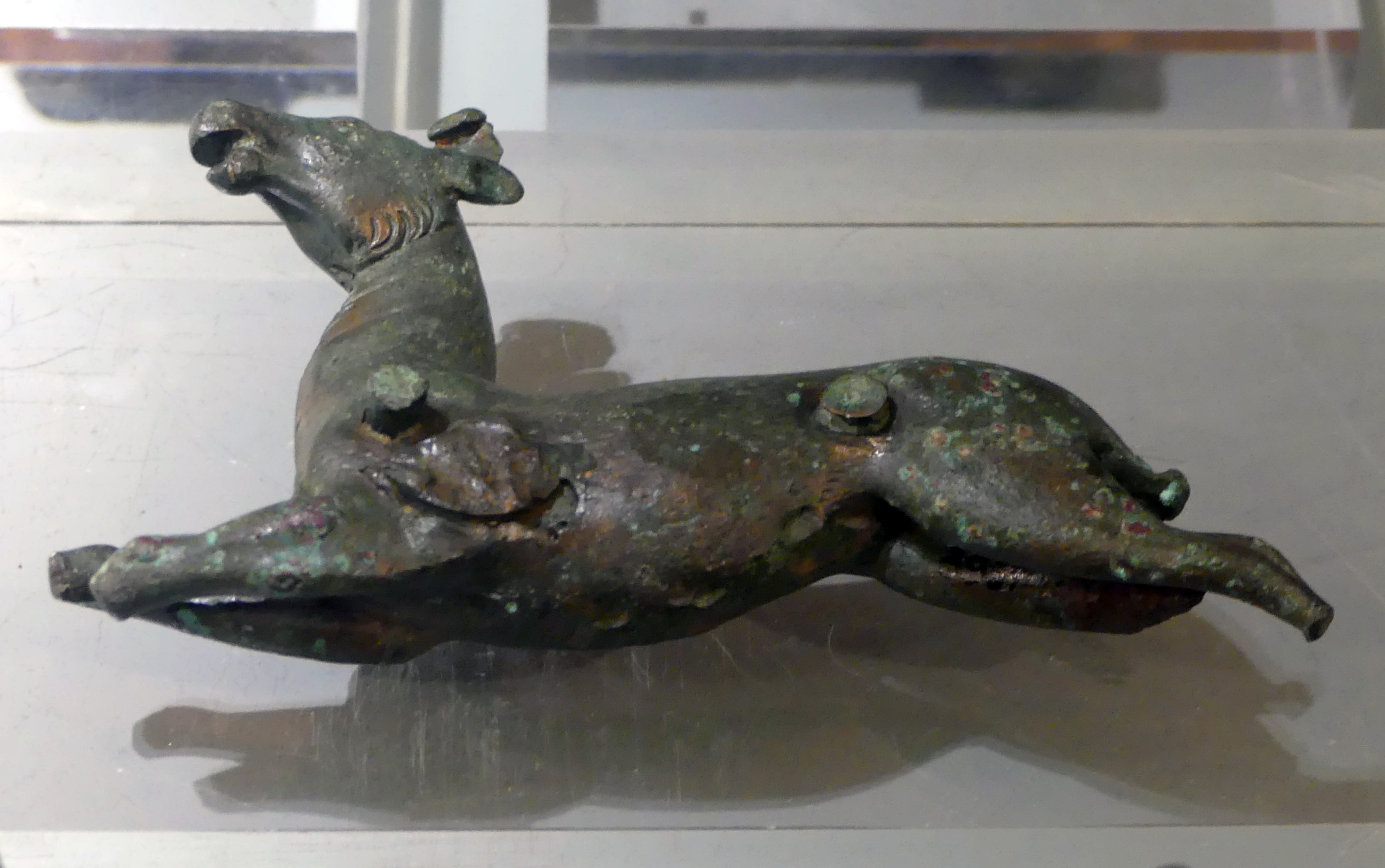
Frammento di applique con Pegaso, da una villa romana delle colline imolesi.

### Domus del Rasoio
La Domus del Rasoio è uno scavo archeologico a vista, non ancora aperto al pubblico, che racchiude testimonianze di oltre duemila anni di storia. Presenta tre ambienti pavimentati a mosaico relativi ad una ricca domus romana risalente al I secolo a.C. e i resti di una officina quattrocentesca risalenti all'epoca dell'insediamento dei frati domenicani e destinata alla fusione delle campane della chiesa di San Nicolò e Domenico. 
Il nuovo museo archeologico ospita vari reperti rinvenuti durante lo scavo, tra i quali il rasoio in bronzo con impugnatura a testa di pantera, da cui prende il nome la domus stessa.

## Attività

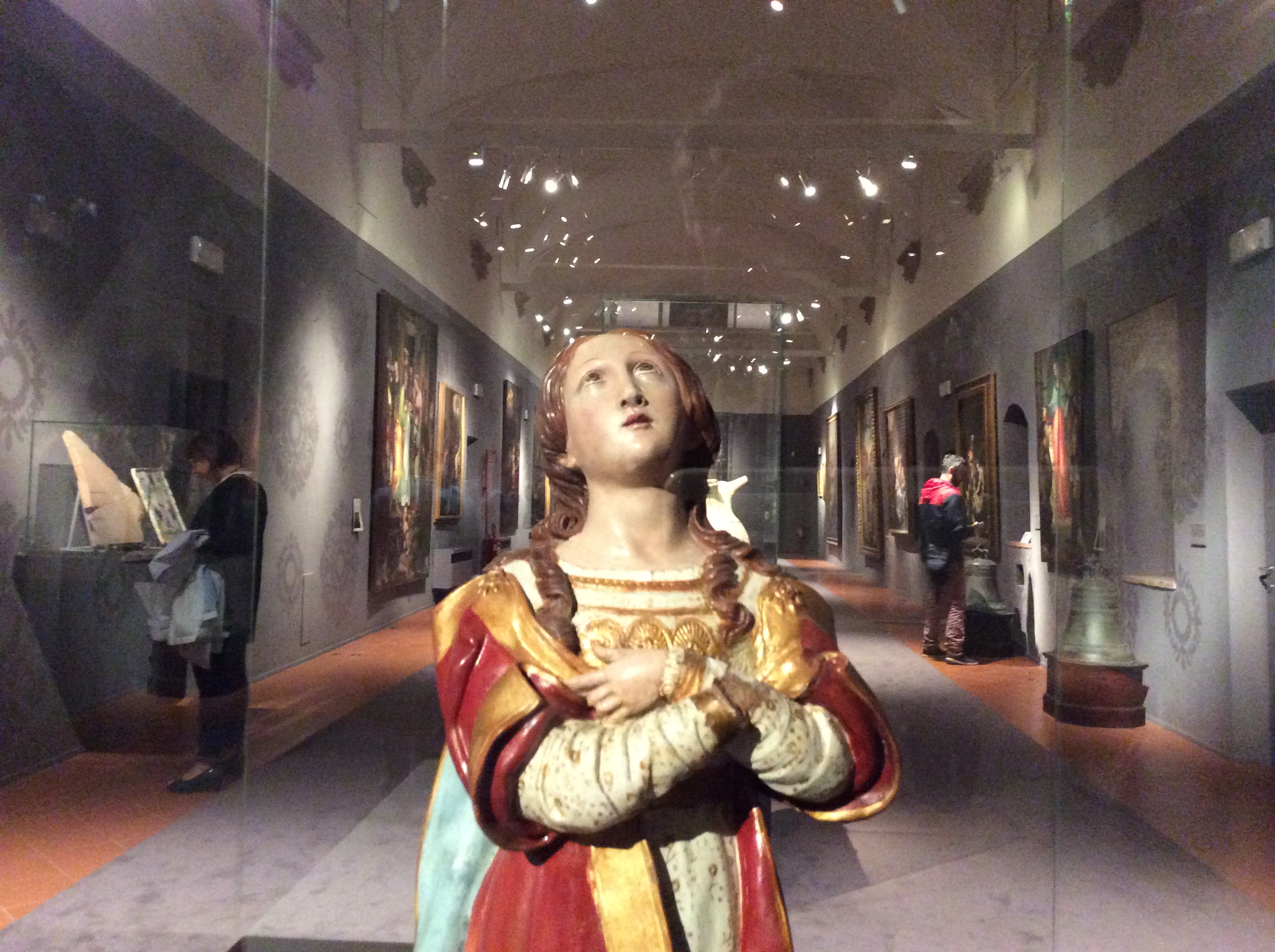
Le collezioni d'arte durante la Notte europea dei musei nel 2016

Al Museo di San Domenico sono allestite mostre temporanee e ospita eventi.